# Ансамбль Саратовского университета
Ансамбль Саратовского университета — комплекс учебных зданий Саратовского государственного университета; объект культурного наследия федерального значения, созданный архитектором Карлом Людвиговичем Мюфке. Университетский городок находится на территории, ограниченной улицами: Университетская, Московская, Астраханская и Большая Казачья.

## История

### Выбор месторасположения

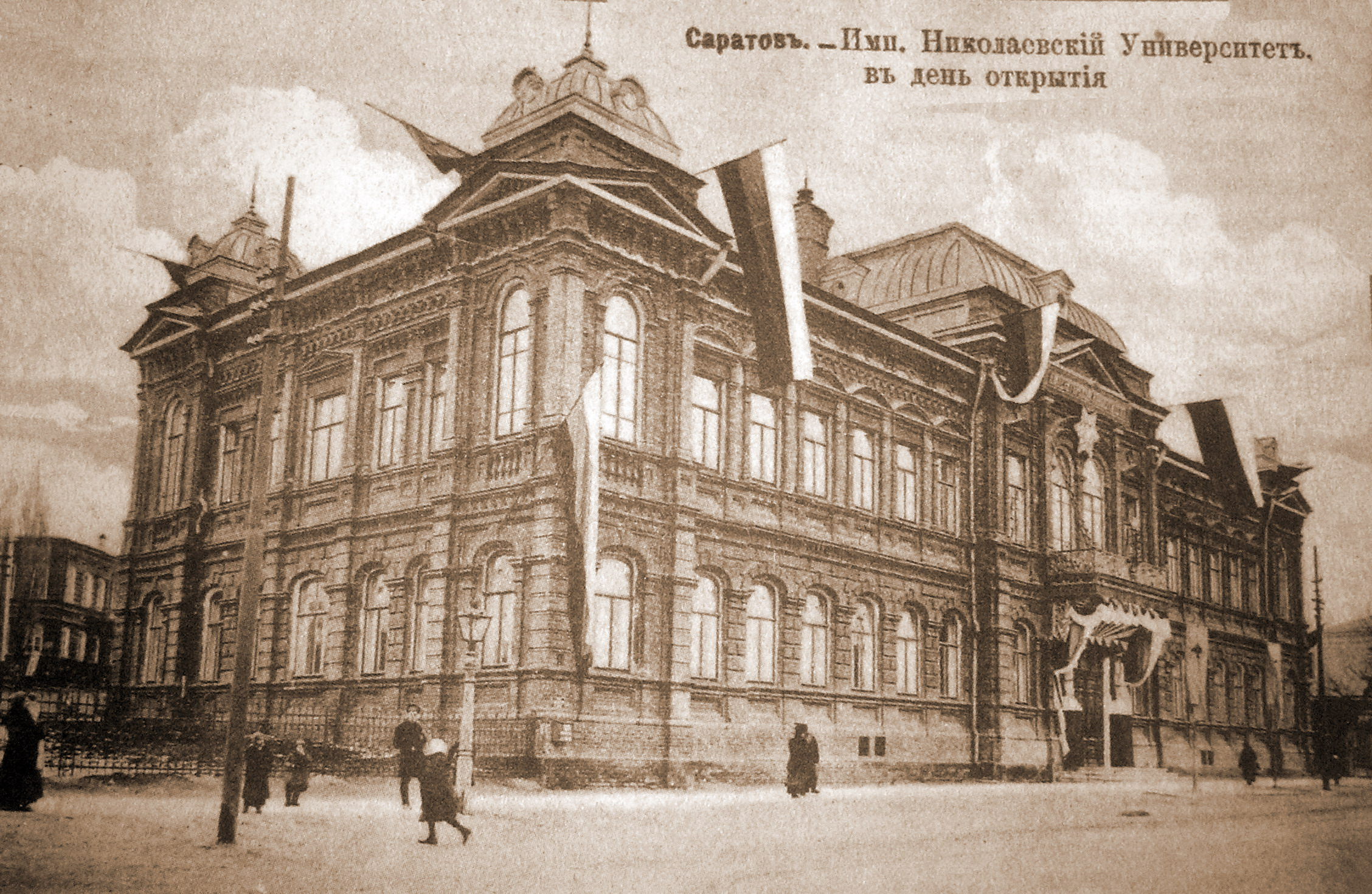
Университет (фельдшерская школа) в день его открытия

Императорский Николаевский университет был основан 10 июня 1909 года. Торжественное его открытие состоялось 6 декабря с согласия императора Николая II дать университету своё имя. В этот же день после молебна и крестного хода был заложен камень на месте строительства будущих университетских корпусов. 
23 сентября 1909 года, в отсутствие собственных площадей, в здании женской фельдшерской школы, части секционного помещения Александровской земской (впоследствии 2-й городской) больницы и нанятом доме Замоткина начали обучение первые студенты только одного факультета — медицинского.
Первоначально для строительства университетских зданий была выбрана городская Московская площадь, занимавшая два планных квартала между улицами Астраханской, Казарменной, Большой Казачьей и Цыганской по обе стороны Московской, но она оказалась мала: из необходимых университету 26 десятин (28⅓ га) на ней было лишь 11 дес. 350 кв. саж. (12,16 га). Остаток первоначально запланировали выделить за городом по Петровскому тракту, но общественность восприняла это решение негативно, и под клиники университета был определён участок ближе к городу у Агафоновского посёлка (ныне 3-я городская больница). На строительство частными лицами и организациями было собрано около миллиона рублей, что составляет треть сметы.

25 июня 1909 года, через день после назначения ректором университета В. И. Разумовского, была утверждена строительная комиссия под его председательством, с участием профессоров университета, городского архитектора А. М. Салько, городского головы И. А. Короткова, гласных городской думы и представителя министерства финансов (Н. Н. Лаппа). Разумовский был знаком с пристройкой Мюфке к классицистическому зданию Казанского университета, и пригласил архитектора для проектирования и строительства университетского комплекса в Саратове. Мюфке в 1896 году с отличием окончил Высшее художественное училище при Петербургской академии художеств, получив звание художника-архитектора (чин X класса на государственной службе) с полным правом производить постройки. В награду он также получил поездку по Европе и посетил Италию, Францию, Германию и Австрию для изучения классических памятников. По возвращении он получил должность в Казанской художественной школе и в Казани построил в 1903 году здание этой школы, а в 1901—1909 годах — пристройку к Казанскому университету. Восточная пристройка к тому же зданию университета была им спроектирована, но не осуществлена по недостатку финансирования.
Взявшись за задачу проектирования Саратовского университета на Московской площади, разрезанной пополам оживлённой Московской улицей, одной из главных городских улиц, Мюфке решил разделить строительство на два этапа: на левой (южной, к Б. Казачьей улице) половине в первую очередь, на другой — во вторую. Уже в процессе проектирования городская дума изменила решение, отобрав у Университета северную половину, и планы пришлось корректировать. Выяснилось, что на площади высоко залегают грунтовые воды, устройство дренажа непредвиденно удорожало бы постройку, и дискуссия о месте строительства возобновилась. Постройка на площадке за Товарной станцией железной дороги обошлась бы значительно дешевле. Некоторые члены строительной комиссии указывали также недостатком Московской площади располагавшиеся рядом военные казармы (по Казарменной улице), тюрьму (по Астраханской) и фабрики (по Цыганской). Рассматривалось живописное и привлекательное в архитектурном отношении место на Соколовой горе, но Мюфке отказался от этого варианта из-за оползней, которые происходили на горе, дороговизны доставки туда строительных материалов и затруднённого доступа сотрудников и больных (довольно крутая Соколовая гора не была тогда заселена, и никакого общественного транспорта туда не было). В ноябре 1909 года строительная комиссия вернулась к варианту на Московской площади и остановилась на нём. Для подъёма стройплощадки от уровня грунтовых вод Мюфке предложил грунт из фундаментных траншей не вывозить, а распределять по площадке.

### Проектирование
Мюфке предлагал устроить общероссийский конкурс на проектирование, но из-за сжатых сроков строительства и предложения непременно заложить хотя бы один корпус в 1909 году согласился на его проектирование без конкурса. Впоследствии комиссия предложение провести конкурс не поддержала, считая Мюфке достаточно квалифицированным и талантливым архитектором для выполнения всего комплекса, и не желая затягивать сроки.
На левой (южной) стороне Московской площади Мюфке запроектировал шесть корпусов, четыре в первую очередь строительства: анатомический институт, 2 корпуса института экспериментальной медицины и физический институт. Во второй очереди были химический институт и библиотека. Для удобного подъезда ко всем зданиям и замыкания общей кольцевой сети дорожек Мюфке, несмотря на малую величину квартала, не побоялся отодвинуть корпуса от красных линий улиц.
В отличие от эстетики, к которой комиссия предъявила требования:

... советом профессоров в основу предложенных к сооружению зданий... признано необходимым принять классический стиль, но не в обычных шаблонных формах, а в... оригинальной современной трактовке
— 3-й протокол строительной комиссии от 5 ноября 1909 года, цит. по Осятинский, 1984, с. 23
в планировке Мюфке был свободен. Выбранный им план оказался исключительно удачным: при небольшой физической глубине территории получилась большая визуальная глубина комплекса, объединённого вокруг центрального парадного двора (курдонёра), открытого в сторону Московской улицы. Два корпуса института экспериментальной медицины образуют форпосты перед анатомическим институтом. Пара одинаковых зданий располагается достаточно далеко друг от друга, чтобы не создавать впечатления монотонности, а яркая ордерная пластика зданий притягивает внимание, заставляя воспринять каждое здание в отдельности. Дворовые фасады трёх корпусов стали, таким образом, лицевыми. Уже в XXI веке этот замысел архитектора был полностью уничтожен постройкой между 1 и 2 корпусами церкви, занявшей пространство, которое должно было оставаться свободным, и закрывшей курдонёр и анатомический институт от Московской улицы.
Физический институт, имея общую с первыми двумя корпусами планировку (и отличаясь несколько большей величиной), самостоятелен и ориентирован на Университетскую улицу. Совместно с анатомическим, физический институт и запланированный симметрично ему по Астраханской улице химический образуют пару курдонёров, открытых в сторону Б. Казачьей улицы. К сожалению, и эти курдонёры были уничтожены даже раньше центрального постройкой 8-го и 9-го корпусов, чего ни в коем случае нельзя было допускать с архитектурной точки зрения.
Здания химического института и библиотеки — второй очереди строительства — были Мюфке запроектированы и подробно разработаны, но не реализованы. Они были решены архитектором в общем стиле ансамбля, но вносили в него определённую асимметрию, поскольку химический институт, соответствовавший физическому, был запланирован крупнее него, а здание библиотеки на углу Московской и Университетской улиц (где оно и было выстроено впоследствии по другому проекту) симметричного соответствия не имело. Немотря на то, что осуществить вторую очередь строительства Мюфке не довелось, он разработал университетский квартал полностью и проект завершил, не предусматривая всех тех зданий, которые перегрузят его впоследствии.

### Хроника строительства
6 декабря 1909 года состоялась закладка первого здания института (экспериментально-медицинских наук). Котлованы под фундаменты 1-го и 2-го университетских корпусов начали рыть в июне 1910 года. В апреле 1911 года начались земляные работы на строительстве 3-го корпуса. Помимо сооружённых 1-4 корпусов, в плане застройки университетского городка значились 5-й корпус (химического института) и здание библиотеки, которые были построены в середине XX века. По мере ввода в эксплуатацию учебных зданий, занятия в 1-м и 2-м корпусах начались в сентябре 1913 года, в 3-м и 4-м — через год. 

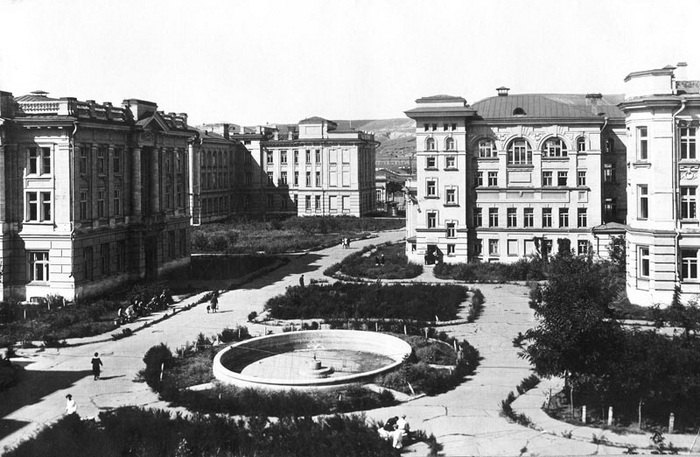
СГУ в 1924г.

В центре университетского городка был размещён фонтан. 
Во время Первой мировой войны в стенах университетских корпусов разместили лазарет. Во второй половине сентября 1915 года пришлось освобождать корпуса для эвакуируемого из Киева Императорского университета Святого Владимира. А в годы Великой Отечественной войны в корпусах Саратовского университета находился эвакуированный Ленинградский государственный университет.
После войны университетский городок продолжал пополняться новыми корпусами: № 5 в 1952 году, здание библиотеки в 1958-м, №№ 8 и 9 в 60-е 70-е годы, № 10 в 1999 году, № 11 в 2005-м.

## Коллектив авторов
Первоначальный проект 4-х корпусов университета и Клиники был осуществлён К. Л. Мюфке с двумя помощниками: архитектор-художник В. Д. Караулов и техник гражданских сооружений С. Ф. Рагозин. Мюфке набрасывал общую идею, уточнял фрагменты в эскизах, и оставлял Караулову окончательную прорисовку и составление рабочих чертежей, Рагозин также чертил, копировал и вместе с Мюфке осуществлял надзор за строительством.
Корпус № 5 (зеркальное отражение мюфкинского № 3 в классическом стиле с несколько изменёнными планом и декором) выполнил архитектор Н. К. Усов (проект 1947 г.).
Корпуса №№ 8 и 9 (зеркальные друг другу) в упрощённых прямоугольных формах строил Б. П. Рогов.
Корпуса №№ 10 и 11 — Ю. К. Бурмистров.
Подводя итоги: на территории университетского городка находятся 9 учебных корпусов и библиотека (а корпуса № 6, 7, 12 и последующие расположены вне территории по другим адресам).

## Фотографии корпусов

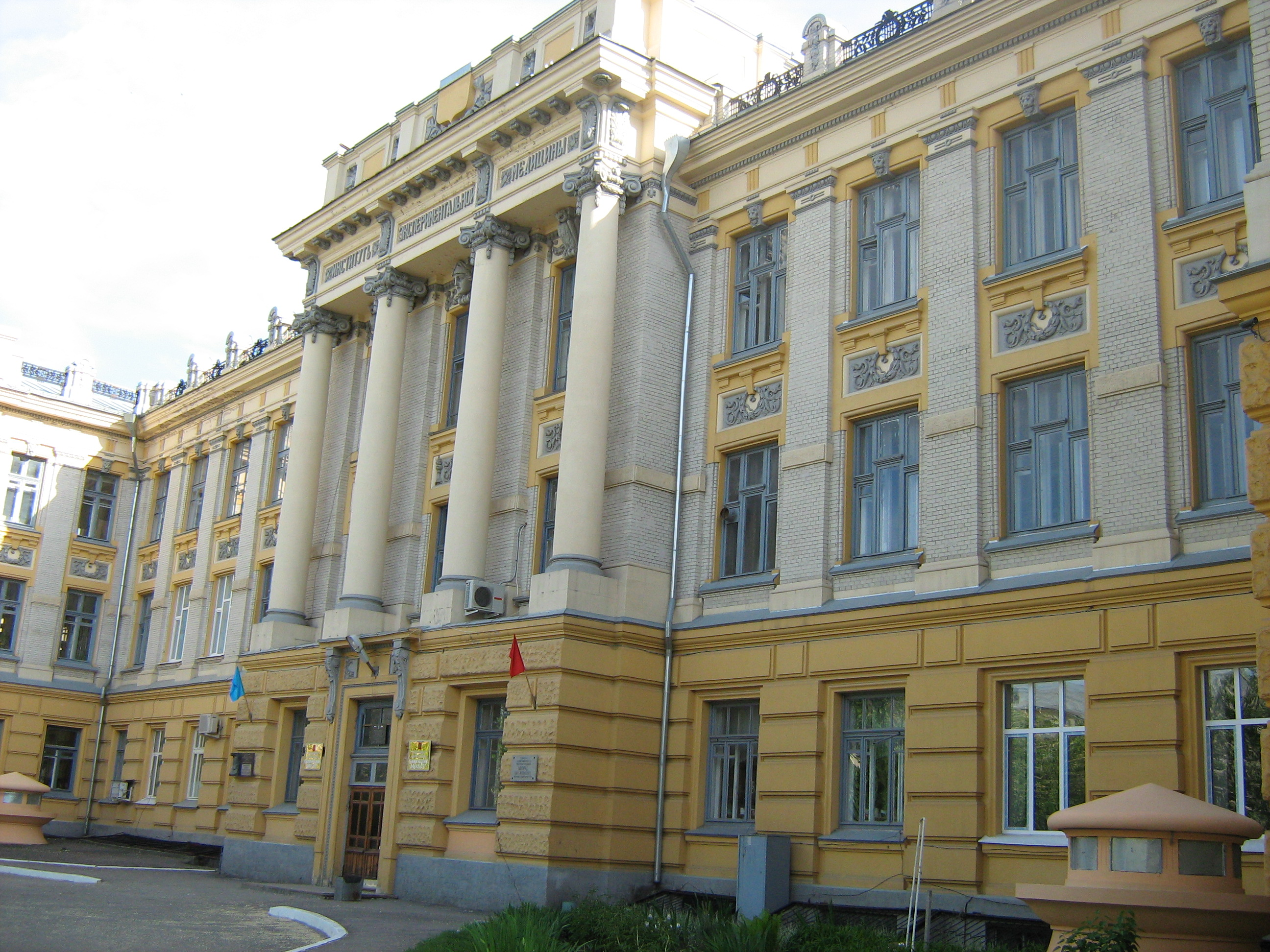
Корпус № 1
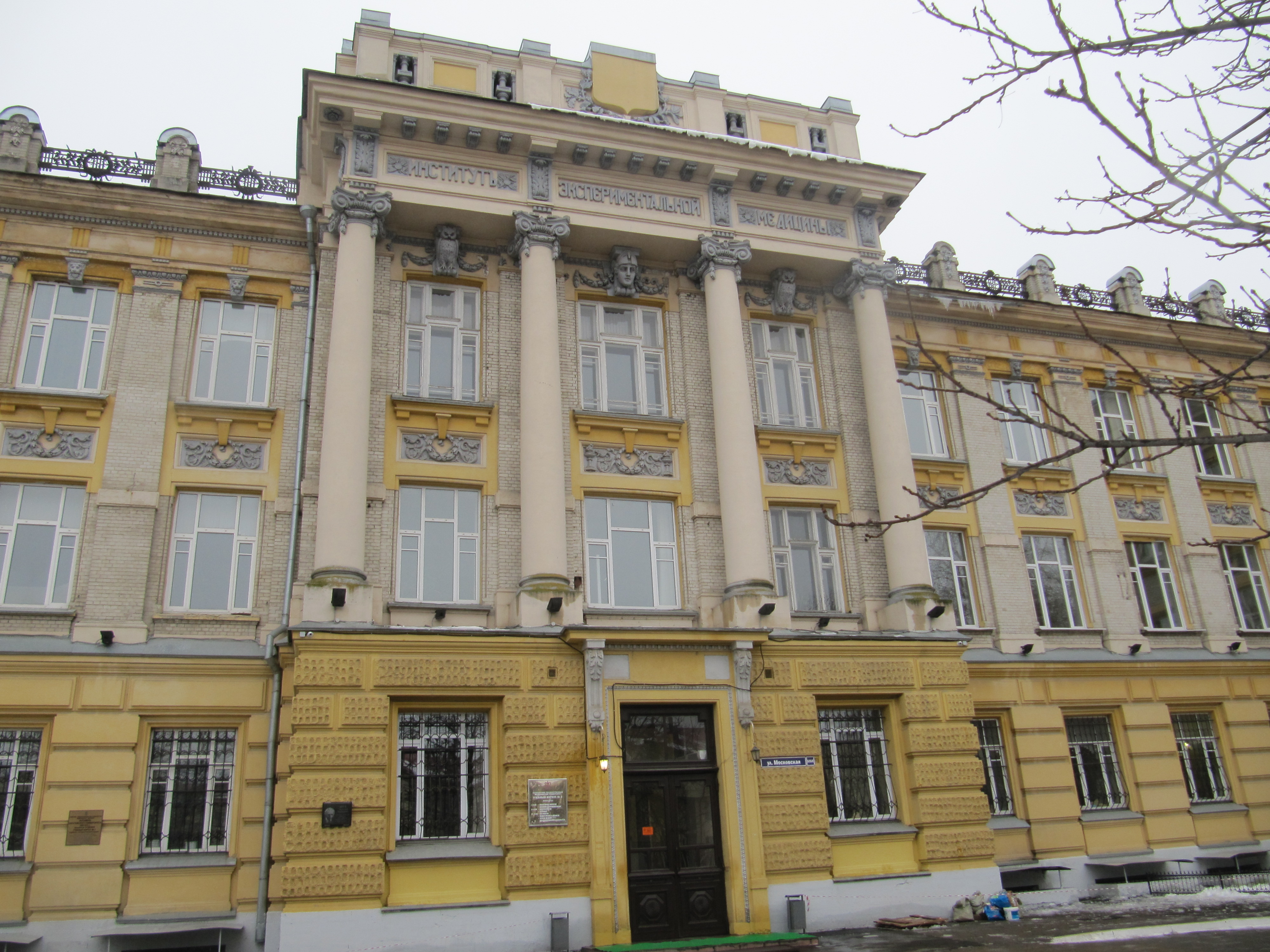
Корпус № 2
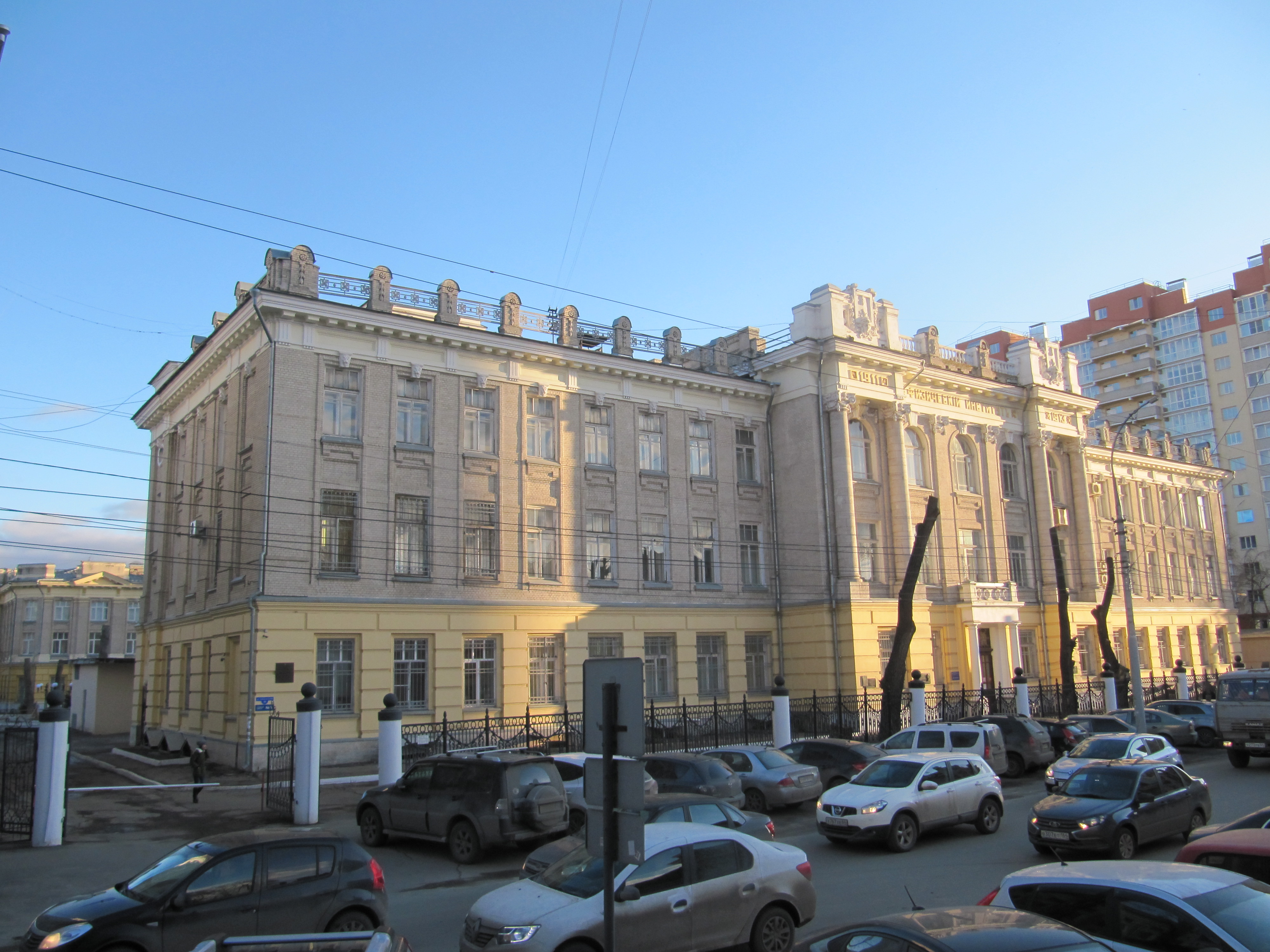
Корпус № 3
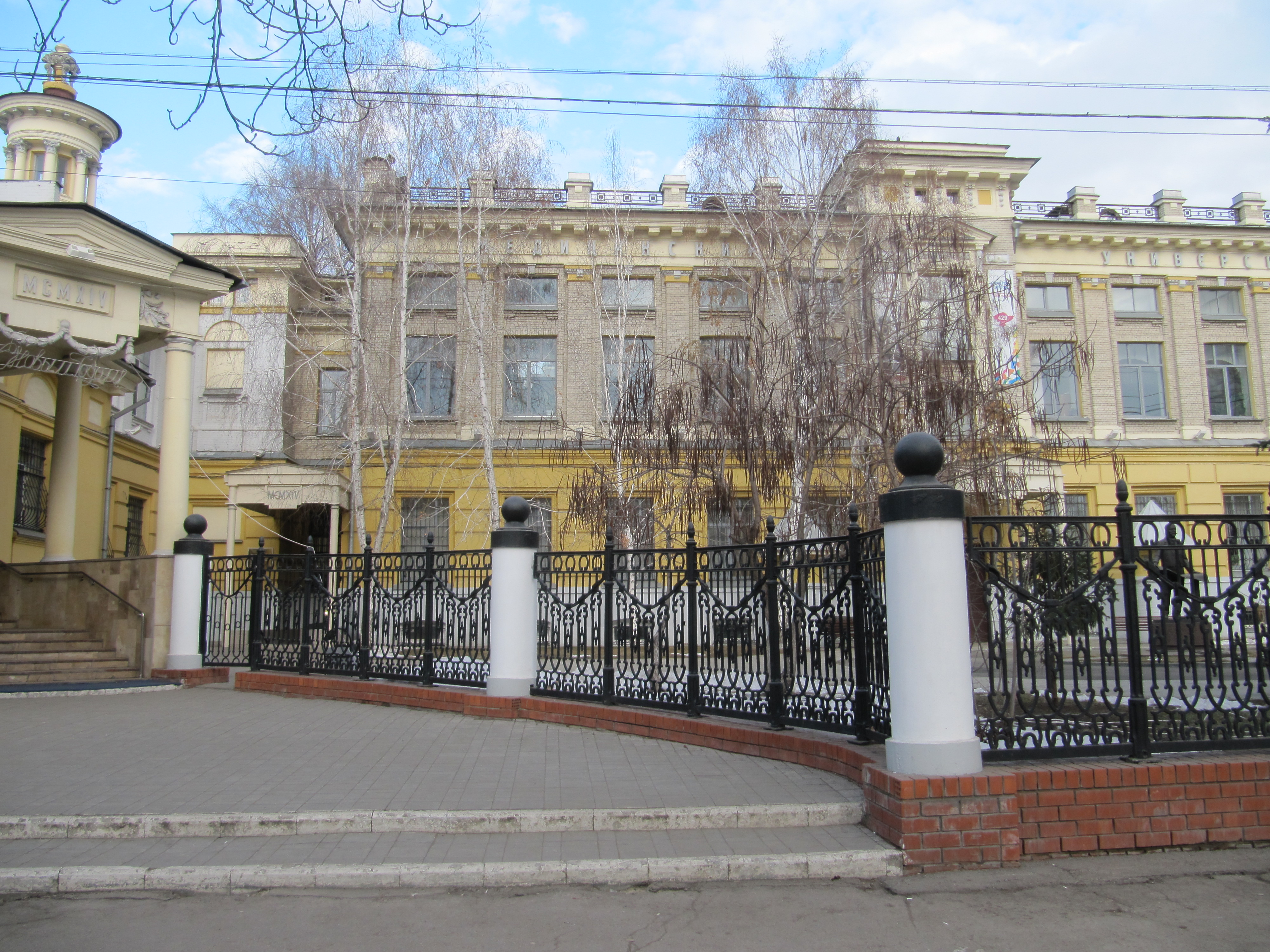
Корпус № 4
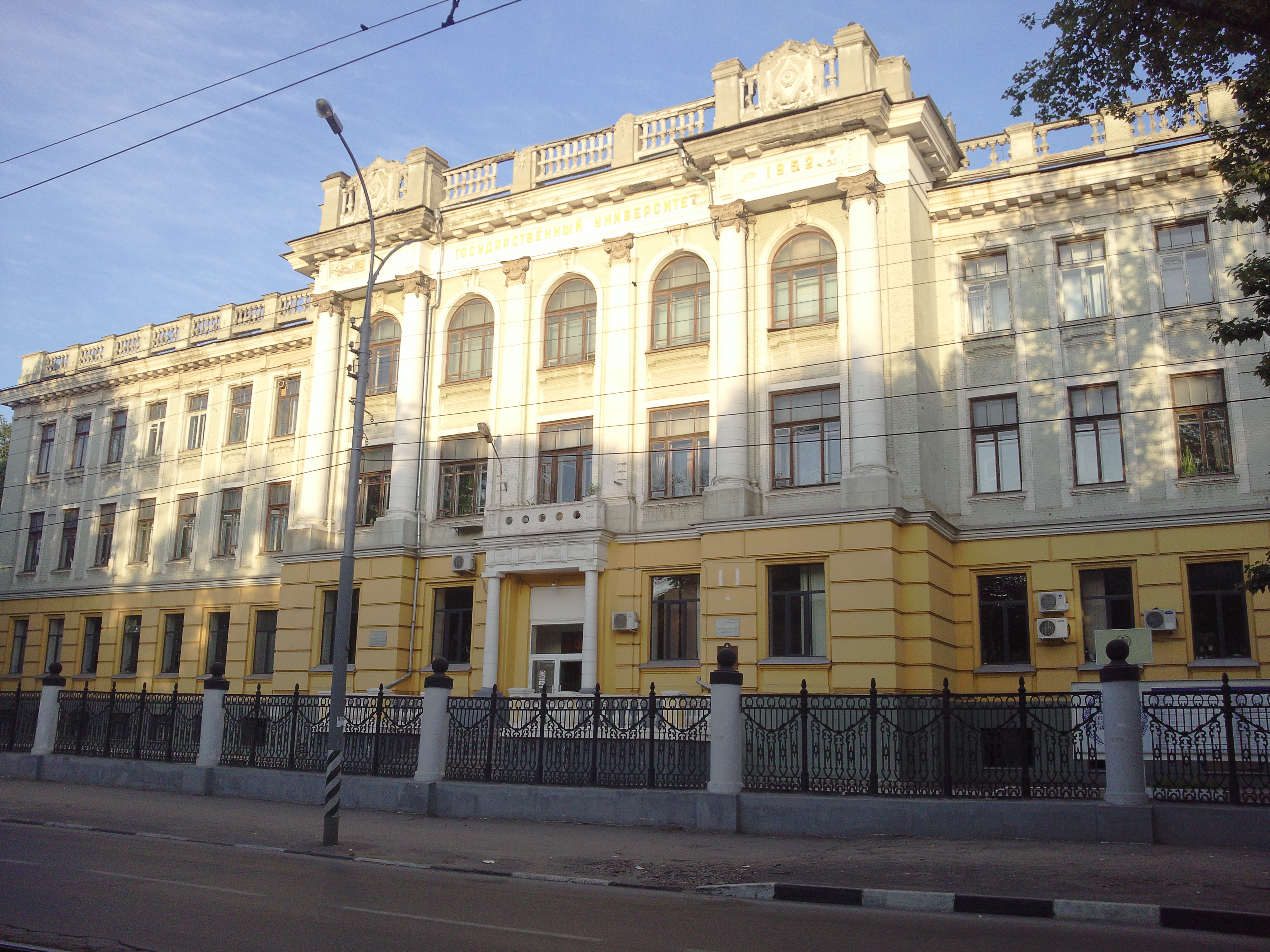
Корпус № 5
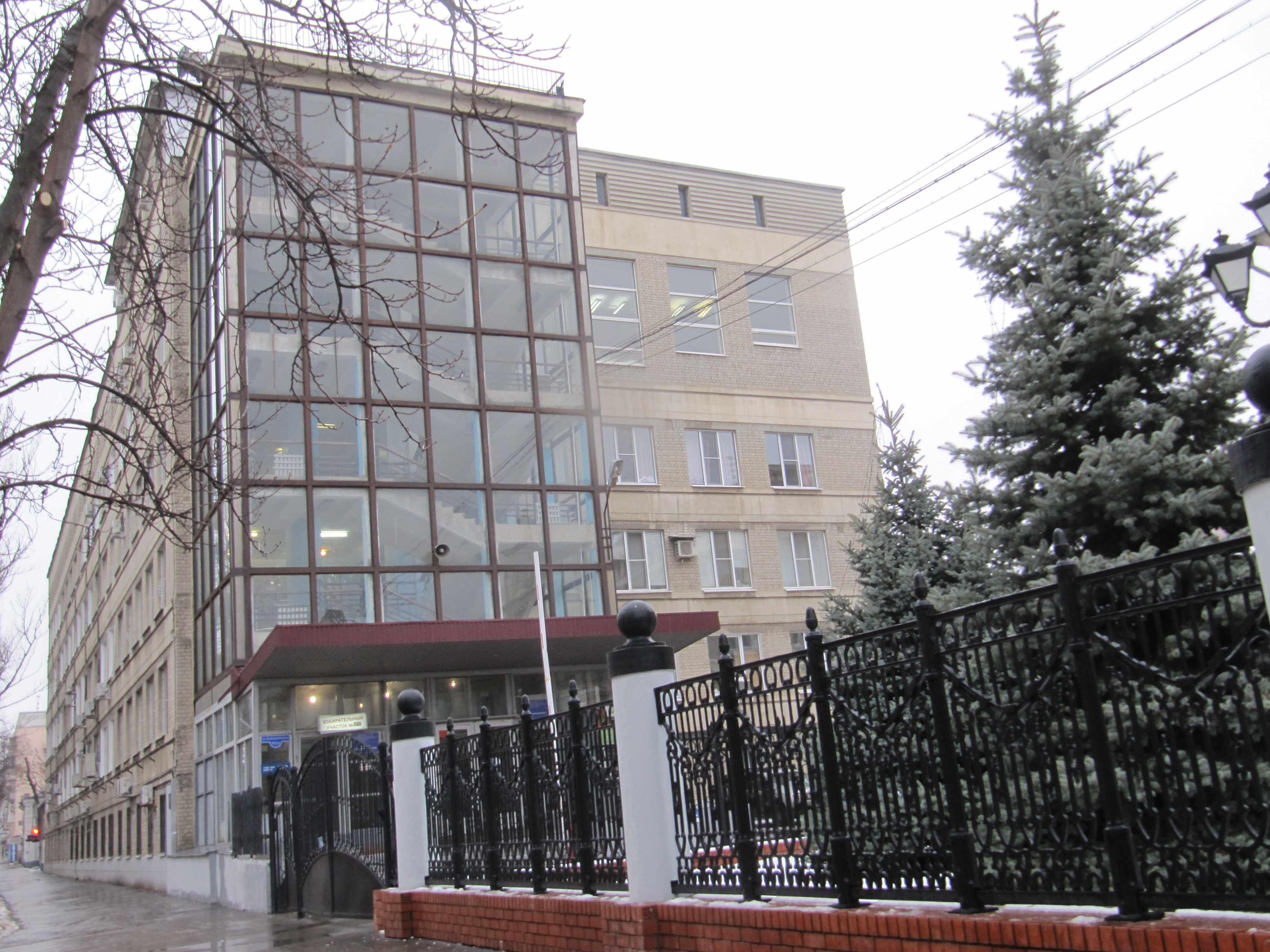
Корпус № 8
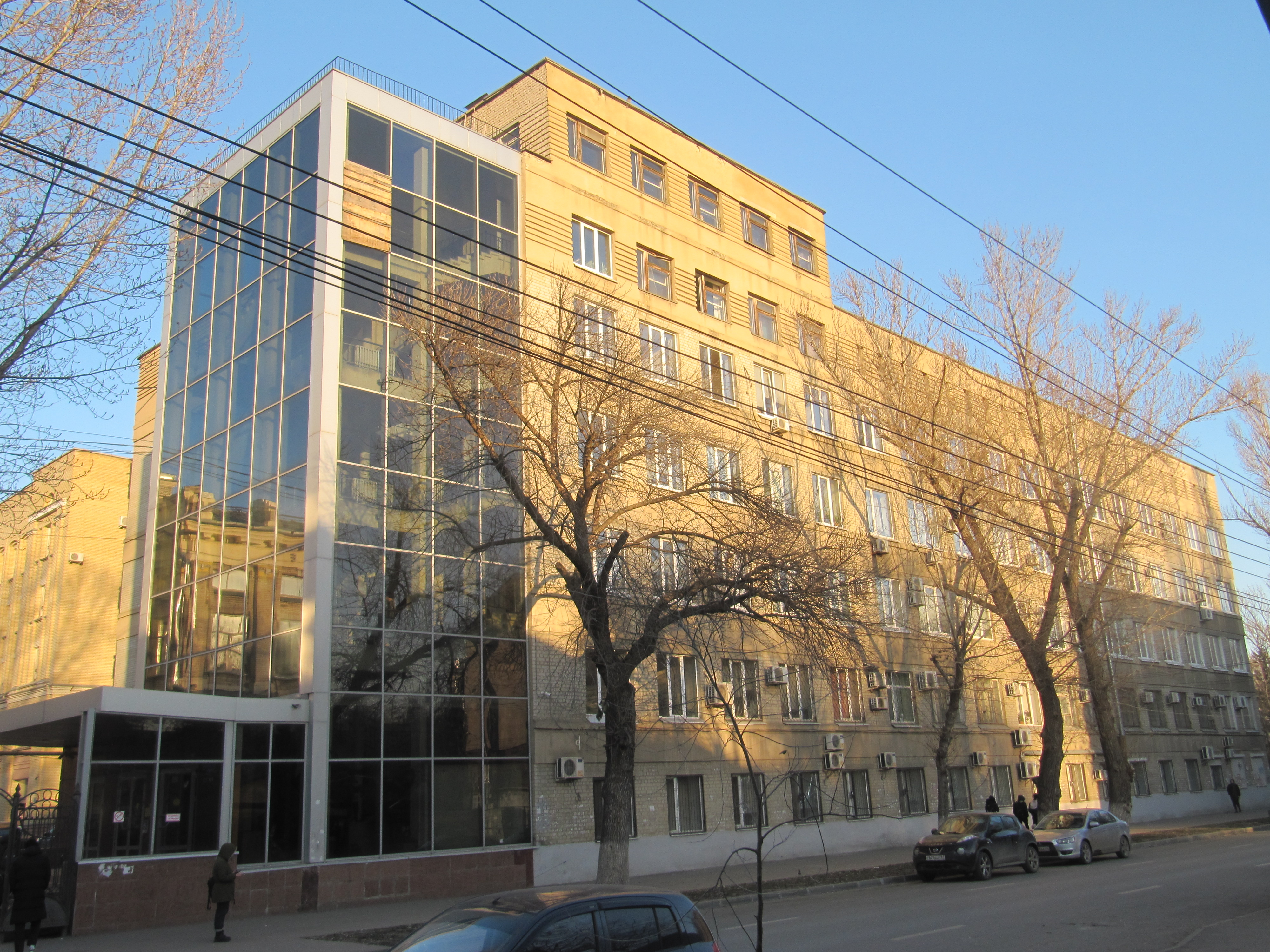
Корпус № 9
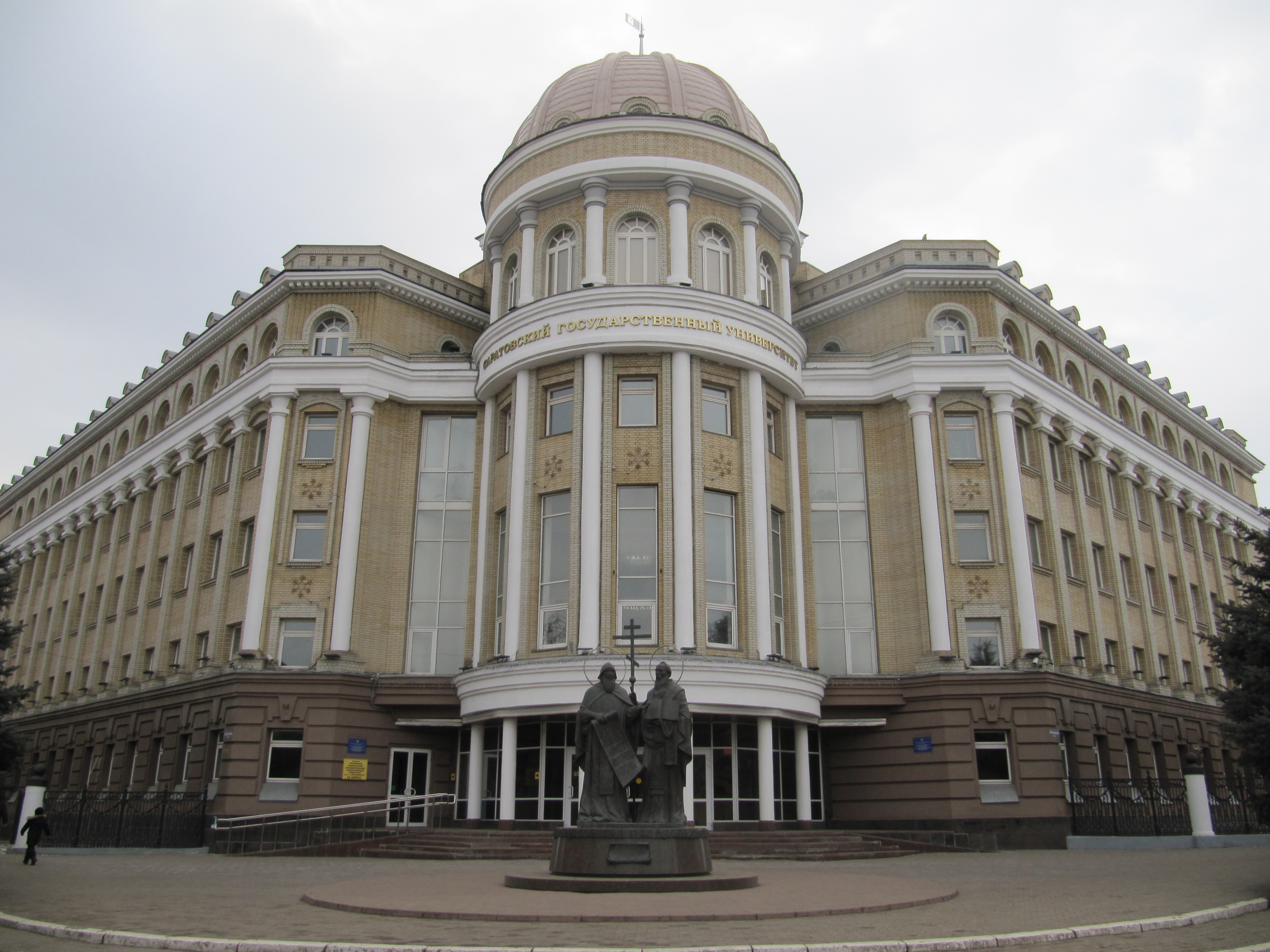
Корпус № 10
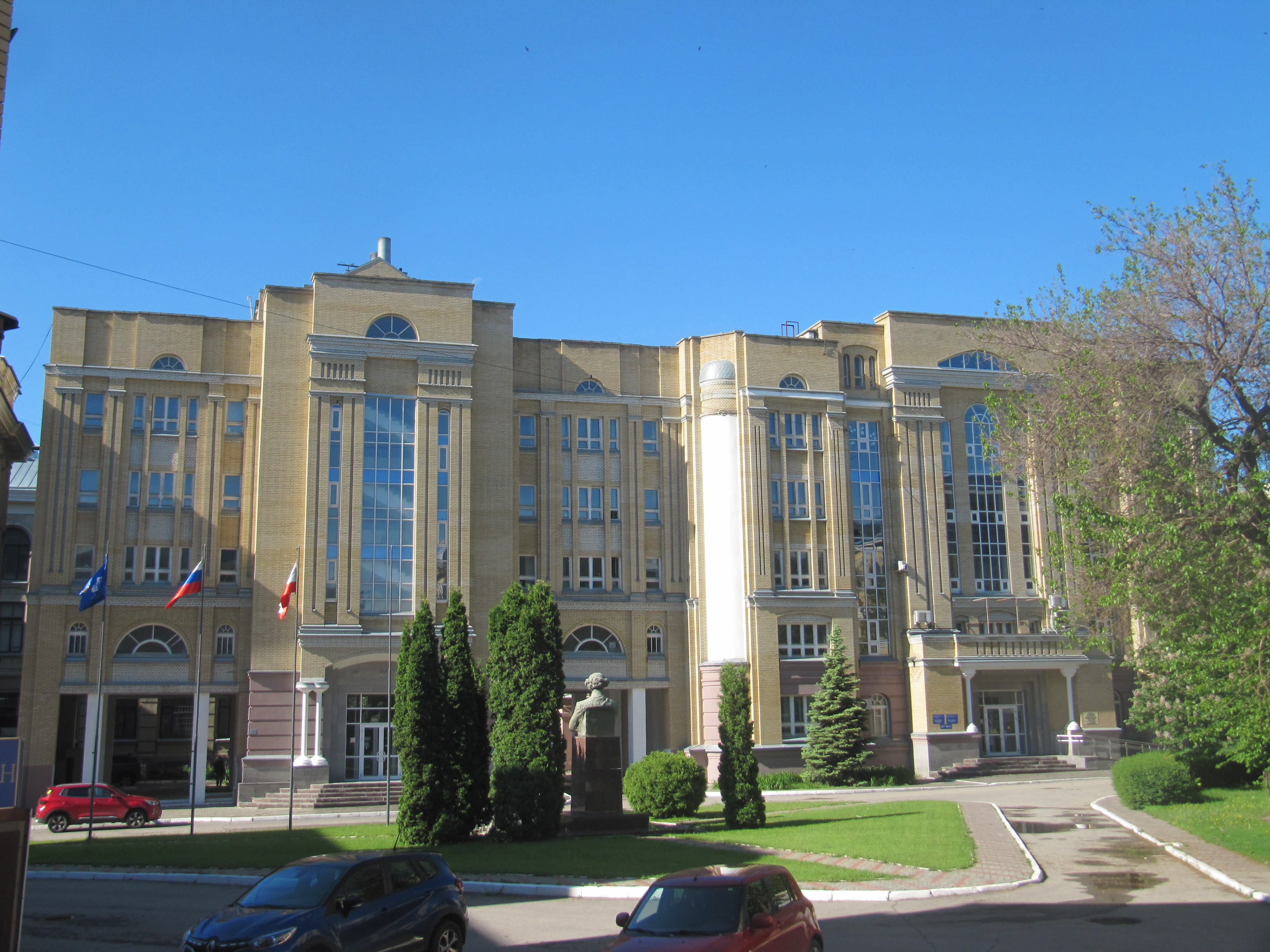
Корпус № 11
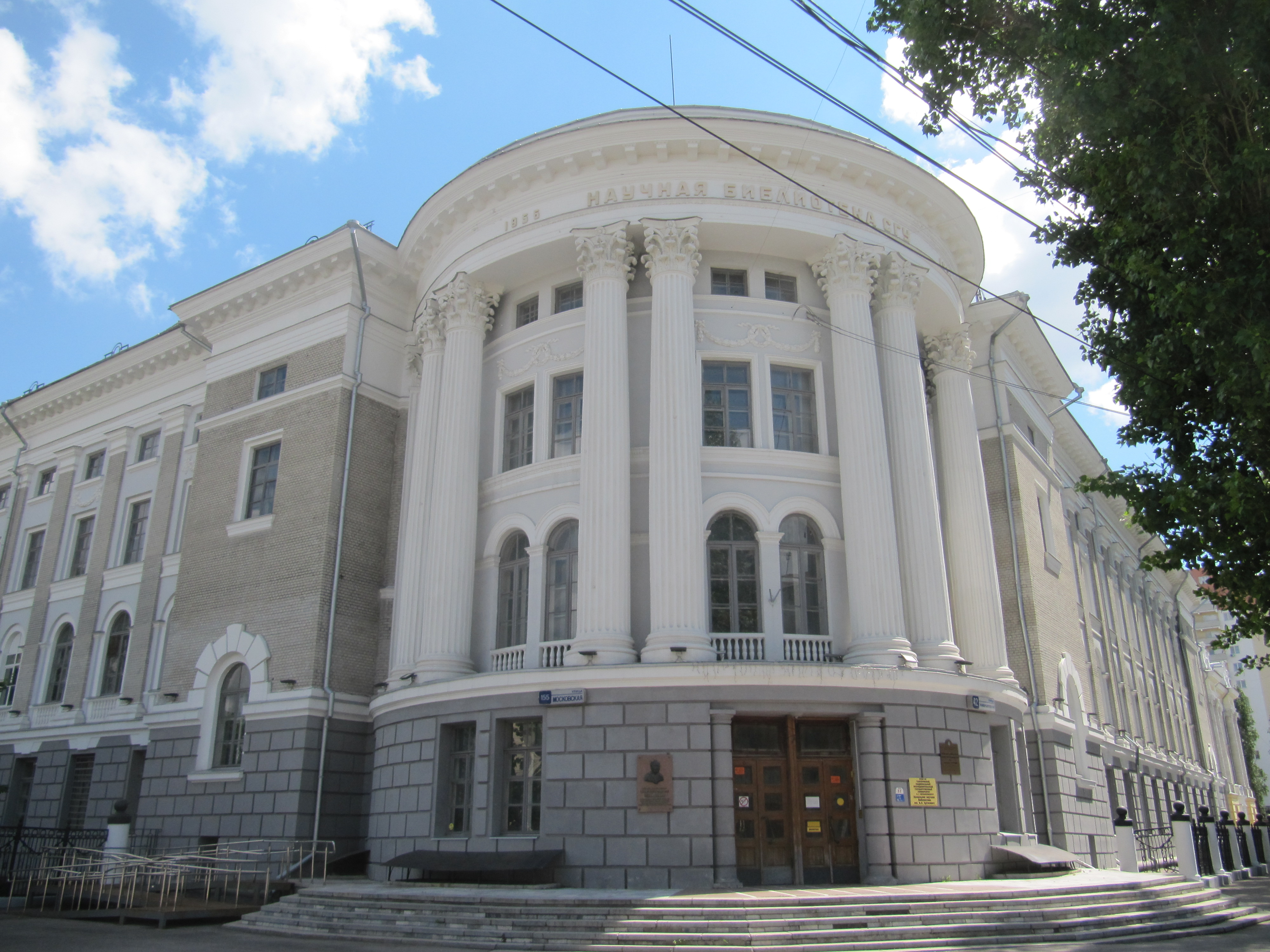
Научная библиотека